# Rhadinorhynchus polynemi
Rhadinorhynchus polynemi är en hakmaskart som beskrevs av Gupta och Kanchan Lata 1967. Rhadinorhynchus polynemi ingår i släktet Rhadinorhynchus och familjen Rhadinorhynchidae. Inga underarter finns listade i Catalogue of Life.